# Testudinella gillardi
Testudinella gillardi är en hjuldjursart som beskrevs av De Ridder 1966. Testudinella gillardi ingår i släktet Testudinella och familjen Testudinellidae. Inga underarter finns listade i Catalogue of Life.